# 沈善炯
沈善炯（1917年4月13日—2021年3月26日），男，江苏吴江人，中国微生物生化和分子遗传学家，中国科学院上海植物生理研究所研究员。

## 生平
1917年出生在江苏吴江。1942年7月毕业于国立西南联合大学生物系，8月赴清华大学农业研究所，随戴芳澜教授研究真菌，1944年9月赴华中大学理学院任讲师，1945年9月经张景钺介绍到至四川北碚中央研究院植物研究所任助理研究员，1946年89月赴北京大学理学院任研究助教。
1948年，沈善炯赴美国加州理工学院留学深造，1950年获加州理工学院哲学博士学位。1951年11月至浙江大学医学院生化科任副教授，1952年转到中国科学院实验生物研究所植物生理研究室任副研究员。1960年出任中国科学院上海微生物研究所研究员、副所长。1984年协助筹建上海交通大学生物科学与技术系并担任荣誉教授。
1996年任中国科学院主席团成员。2021年3月26日22时10分在上海逝世，享年103岁。

## 社会职务
1952年沈善炯加入九三学社，1958年加入中国共产党。
1977年至1988年沈善炯分别担任第五届和第六届上海政协常委。曾任中国遗传学会副理事长、中国微生物学会理事、中国生化学会理事等职务。

## 贡献
1957年，沈善炯团队研制出了金霉素，促使中国成为第四个能够生产金霉素的国家。

## 荣誉和奖项
1979年中国科学院科技成果奖一等奖。
1987年获国家自然科学奖二等奖。
1996年获美国加州理工学院杰出校友奖。
1997年获陈嘉庚生命科学奖。
1999年获何梁何利科学与技术进步奖。
1980年当选为中国科学院院士（学部委员）。